# Zoogoneticus tequila
Zoogoneticus tequila е вид лъчеперка от семейство Goodeidae. Видът е критично застрашен от изчезване.

## Разпространение
Разпространен е в Мексико.